# Критерій плинності Мізеса
Крите́рій пли́нності (теку́чості) Мі́зеса (англ. von Mises yield criterion) або крите́рій максима́льної пито́мої потенціа́льної ене́ргії формозмі́ни (англ. maximum distortion energy criterion) у механіці деформівного твердого тіла — стверджує, що плинність пластичного матеріалу настає тоді, коли питома потенціальна енергія формозміни деформованого тіла досягає своєї граничної величини, незалежно від виду напруженого стану. Питому енергії формозміни описує другий інваріант тензора напружень {\displaystyle J_{2}}. Критерій розглядається у розділі теорії пластичності і в основному застосовується до пластичних матеріалів, переважно металів та їх сплавів. До настання плинності можна припустити, що матеріал має поведінку лінійно-пружну, нелінійно-пружну або в'язкопружну.
У матеріалознавстві та інженерії критерій плинності Мізеса також формулюється в термінах напружень Мізеса або еквівалентного напруження розтягу, {\displaystyle \sigma _{\text{екв}}}. Це скалярне значення напруження, яке можна обчислити за допомогою девіатора тензора напружень. У цьому випадку кажуть, що матеріал починає пластично деформуватись, коли напруження Мізеса досягає критичного значення, відомого як «границя плинності (текучості)», {\displaystyle \sigma _{\text{т}}}. Напруження Мізеса використовується для прогнозування текучості матеріалів при складному напруженому стані за результатами випробувань на одновісний розтяг. Критерій Мізеса ґрунтується на умові, що два напружені стани з однаковою питомою енергією деформації зміни форми мають однакове еквівалентне напруження.
Оскільки критерій текучості Мізеса не залежить від першого інваріанта тензора напружень {\displaystyle I_{1}}, він може застосовуватись для аналізу пластичної деформації пластичних металевих матеріалів, оскільки настання плинності для цих матеріалів не залежить від гідростатичної складової тензора механічних напружень.

## Історична довідка
Хоча вважається, що ідею такого підходу вперше висунув Джеймс Клерк Максвелл у 1865 році, проте в листі до Вільяма Томсона (лорда Кельвіна) він описав лише загальні допущення. Тоді як Ріхард фон Мізес у 1913 році чітко сформулював цей критерій. Крім того, ще у 1904 році польський науковець в галузі механіки Максиміліан Титус Губер, у статті, опублікованій польською мовою, певною мірою використав цей критерій, належним чином покладаючись на енергію деформації зміни форми, а не на повну енергію деформації, як його попередники. Німецький інженер Гайнріх Генкі сформулював цей критерій у 1924 році незалежно від Мізеса. Тому критерій в науково-технічній літературі часто називають «критерієм Губера — Мізеса» або «критерієм Губера — Мізеса — Генкі».

## Математичне формулювання

Поверхня плинності Мізеса у просторі головних напружень описується циліндром радусом навколо гідростатичної осі (hydrostatic axis). Також показано шестигранну поверхню плинності Треска.

Математично критерій плинності Мізеса виражається як:
{\displaystyle J_{2}=\tau _{\text{т}}^{2}\,\!}
Тут {\displaystyle \tau _{\text{т}}} це напруження плинності при чистому зсуві. Як показано далі, на початку текучості величина границі текучості при зсуві за чистого зсуву має значення у {\displaystyle {\sqrt {3}}} разів менше від границі плинності при розтягуванні у випадку простого розтягу. Отже маємо:
{\displaystyle \tau _{\text{т}}={\frac {\sigma _{\text{т}}}{\sqrt {3}}},}
де {\displaystyle \sigma _{\text{т}}} границя плинності матеріалу при розтягу. Якщо ми приймемо напруження Мізеса рівним границі плинності та об'єднаємо наведені вище рівняння, критерій плинності Мізеса запишемо як:
{\displaystyle \sigma _{\text{екв}}=\sigma _{\text{т}}={\sqrt {3J_{2}}}}
або
{\displaystyle \sigma _{\text{екв}}^{2}=3J_{2}=3\tau _{\text{т}}^{2}}
Підставивши у {\displaystyle J_{2}} компоненти тензора механічних напружень, отримаємо
{\displaystyle \sigma _{\text{екв}}^{2}={\frac {1}{2}}\left[(\sigma _{11}-\sigma _{22})^{2}+(\sigma _{22}-\sigma _{33})^{2}+(\sigma _{33}-\sigma _{11})^{2}+6\left(\sigma _{23}^{2}+\sigma _{31}^{2}+\sigma _{12}^{2}\right)\right]={\frac {3}{2}}s_{ij}s_{ij}},
де {\displaystyle s} називають девіатором напружень. Це рівняння описує поверхню плинності у формі кругового циліндра (див. зображення) а крива плинності, або перетин девіаторної площини, є колом радіуса {\displaystyle {\sqrt {2}}\tau _{\text{т}}}, або {\textstyle {\sqrt {\frac {2}{3}}}\sigma _{\text{т}}}. Це означає, що умова текучості не залежить від гідростатичних напружень.

## Спрощення рівняння Мізеса для часткових випадків навантаження

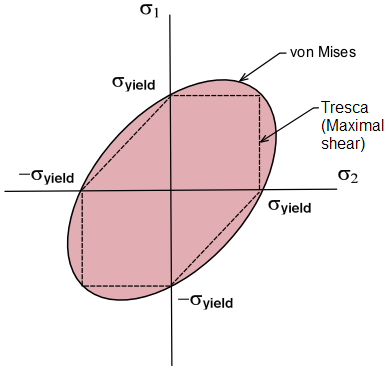
Критерій Мізеса для випадку плоского напруженого стану: коли головне напруження по третій координаті дорівнює нулю, не передбачається настання текучості для координат напружень в межах червоної області. Оскільки критерій плинності Треска знаходиться в межах червоної зони, критерій фон Мізеса є м'якшим

### Одноосний напружений стан (1D)
Для випадку одноосного навантаження чи простого розтягу, {\displaystyle \sigma _{1}\neq 0,\sigma _{3}=\sigma _{2}=0}, критерій Мізеса зводиться до виду
{\displaystyle \sigma _{1}=\sigma _{\text{т}}\,\!},
Це означає, що матеріал починає текти, коли {\displaystyle \sigma _{1}} досягне границі плинності {\displaystyle \sigma _{\text{т}}}, відповідно до визначення границі плинності при розтягуванні (або при стисненні).

### Складний напружений стан (2D або 3D)
Еквівалентне напруження розтягу або еквівалентне напруження Мізеса, {\displaystyle \sigma _{\text{екв}}} використовується для прогнозування плинності матеріалів в умовах багатовісного навантаження з використанням результатів простих випробувань на одновісне розтягування. Отже, ми визначаємо
{\displaystyle {\begin{aligned}\sigma _{\text{екв}}&={\sqrt {3J_{2}}}\\&={\sqrt {\frac {(\sigma _{11}-\sigma _{22})^{2}+(\sigma _{22}-\sigma _{33})^{2}+\left(\sigma _{33}-\sigma _{11})^{2}+6(\sigma _{12}^{2}+\sigma _{23}^{2}+\sigma _{31}^{2}\right)}{2}}}\\&={\sqrt {\frac {(\sigma _{1}-\sigma _{2})^{2}+(\sigma _{2}-\sigma _{3})^{2}+(\sigma _{3}-\sigma _{1})^{2}}{2}}}\\&={\sqrt {{\frac {3}{2}}s_{ij}s_{ij}}}\end{aligned}}\,\!}
де {\displaystyle s_{ij}} компоненти девіатора механічних напружень {\displaystyle {\boldsymbol {\sigma }}^{\text{dev}}}:
{\displaystyle {\boldsymbol {\sigma }}^{\text{dev}}={\boldsymbol {\sigma }}-{\frac {\operatorname {tr} \left({\boldsymbol {\sigma }}\right)}{3}}\mathbf {I} \,\!}.
У цьому випадку плинність настає при еквівалентному напруженні, {\displaystyle \sigma _{\text{екв}}}, рівному напруженню границі плинності матеріалу при простому розтягуванні, {\displaystyle \sigma _{\text{т}}}. Наприклад, напружений стан сталевої балки під час стиснення відрізняється від напруженого стану сталевого вала під час кручення, навіть якщо обидві деталі виготовлені з одного матеріалу. З огляду на тензор напружень, який повністю описує напружений стан, ця різниця проявляється в межах шести ступеней вільності, оскільки тензор напружень має шість незалежних компонент. Тому важко сказати, який із двох зразків є ближчим до стану плинності чи навіть досяг її. Однак за допомогою критерію плинності Мізеса, який залежить виключно від значення скалярного напруження Мізеса, тобто одного ступеня вільності, це порівняння є простим: більше значення напруження Мізеса означає, що матеріал є ближчим до стану плинності.
Для випадку чистих напружень зсуву, {\displaystyle \sigma _{12}=\sigma _{21}\neq 0}, поки всі інші компоненти {\displaystyle \sigma _{ij}=0}, критерій Мізеса набуде вигляду:
{\displaystyle \sigma _{12}=\tau _{\text{т}}={\frac {\sigma _{\text{т}}}{\sqrt {3}}}\,\!}.
Це означає, що на початку плинності величина напруження зсуву в умовах чистого зсуву є у {\displaystyle {\sqrt {3}}} разів меншою, ніж границя плинності у випадку простого розтягу. Критерій плинності Мізеса для чистого напруження зсуву, вираженого у головних напруженнях, може бути записаний як
{\displaystyle (\sigma _{1}-\sigma _{2})^{2}+(\sigma _{2}-\sigma _{3})^{2}+(\sigma _{1}-\sigma _{3})^{2}=2\sigma _{\text{т}}^{2}\,\!}
Для випадку плоского напруженого стану у записі в головних напруженнях, {\displaystyle \sigma _{3}=0} та {\displaystyle \sigma _{12}=\sigma _{23}=\sigma _{31}=0}, критерій Мізеса набуде вигляду:
{\displaystyle \sigma _{1}^{2}-\sigma _{1}\sigma _{2}+\sigma _{2}^{2}=3\tau _{\text{т}}^{2}=\sigma _{\text{т}}^{2}\,\!}
Це рівняння представляє еліпс на площині {\displaystyle \sigma _{1}-\sigma _{2}}.

### Узагальнення та часткові випадки
| Напружений стан                                       | Обмеження | Рівняння Мізеса |
| ----------------------------------------------------- | --- | --- |
| Загальний випадок                                     | Обмеження відсутні | {\displaystyle \sigma _{\text{екв}}={\sqrt {{\frac {1}{2}}\left[(\sigma _{11}-\sigma _{22})^{2}+(\sigma _{22}-\sigma _{33})^{2}+(\sigma _{33}-\sigma _{11})^{2}\right]+3\left(\sigma _{12}^{2}+\sigma _{23}^{2}+\sigma _{31}^{2}\right)}}} |
| У головних напруженнях для загального випадку         | {\displaystyle \sigma _{12}=\sigma _{31}=\sigma _{23}=0\!}                                                              | {\displaystyle \sigma _{\text{екв}}={\sqrt {{\frac {1}{2}}\left[(\sigma _{1}-\sigma _{2})^{2}+(\sigma _{2}-\sigma _{3})^{2}+(\sigma _{3}-\sigma _{1})^{2}\right]}}}                                                                        |
| Плоский напружений стан                               | {\displaystyle {\begin{aligned}\sigma _{3}&=0\!\\\sigma _{31}&=\sigma _{23}=0\!\end{aligned}}}                          | {\displaystyle \sigma _{\text{екв}}={\sqrt {\sigma _{11}^{2}-\sigma _{11}\sigma _{22}+\sigma _{22}^{2}+3\sigma _{12}^{2}}}\!} |
| У головних напруженнях при плоскому напруженому стані | {\displaystyle {\begin{aligned}\sigma _{3}&=0\!\\\sigma _{12}&=\sigma _{31}=\sigma _{23}=0\!\end{aligned}}}             | {\displaystyle \sigma _{\text{екв}}={\sqrt {\sigma _{1}^{2}+\sigma _{2}^{2}-\sigma _{1}\sigma _{2}}}\!} |
| Для чистого зсуву                                     | {\displaystyle {\begin{aligned}\sigma _{1}&=\sigma _{2}=\sigma _{3}=0\!\\\sigma _{31}&=\sigma _{23}=0\!\end{aligned}}}  | {\displaystyle \sigma _{\text{екв}}={\sqrt {3}}\|\sigma _{12}\|\!} |
| Одновісний напружений стан                            | {\displaystyle {\begin{aligned}\sigma _{2}&=\sigma _{3}=0\!\\\sigma _{12}&=\sigma _{31}=\sigma _{23}=0\!\end{aligned}}} | {\displaystyle \sigma _{\text{екв}}=\sigma _{1}\!} |

## Фізична інтерпретація критерію плинності Мізеса
Гайнріх Генкі запропонував (1924) фізичну інтерпретацію критерію Мізеса, припускаючи, що пластична податливість матеріалу проявляється, коли питома пружна енергія зміни форми досягає критичного значення. Тому критерій Мізеса також відомий як критерій максимальної питомої енергії формозміни. Це походить від зв'язку між {\displaystyle J_{2}} і енергією пружної деформації формозміни {\displaystyle W_{\text{D}}}:
{\displaystyle W_{\text{D}}={\frac {J_{2}}{2G}}\,\!} з модулем зсуву (модулем пружності 2-го роду) {\displaystyle G={\frac {E}{2(1+\nu )}}\,\!}.
У 1937 році Арпад Надаї припустив, що текучість починається, коли октаедричне напруження зсуву досягає критичного значення, тобто значення октаедричного напруження зсуву матеріалу при текучості за умов простого розтягу. У цьому випадку критерій текучості Мізеса також відомий як критерій максимального октаедричного напруження зсуву з огляду на пряму пропорційність, яка існує між {\displaystyle J_{2}} і октаедричним напруженням зсуву, {\displaystyle \tau _{\text{oct}}}, яке за означенням можна записати як
{\displaystyle \tau _{\text{oct}}={\sqrt {{\frac {2}{3}}J_{2}}}\,\!}
отже
{\displaystyle \tau _{\text{oct}}={\frac {\sqrt {2}}{3}}\sigma _{\text{т}}\,\!}
Питома енергія деформації складається з двох складових — об'ємної та формозміни. Об'ємна складова відповідає за зміну об'єму без зміни форми. Компонент формозміни відповідає за деформацію зсуву тобто зміну форми.

## Інженерне застосування критерію плинності Мізеса
Як показано в наведених вище рівняннях, використання критерію Мізеса як критерію плинності є оправданим лише тоді, коли матеріал є ізотропним, а відношення границі плинності при зсуві до границі плинності при розтягуванні має таке значення:
{\displaystyle {\frac {\sigma _{\text{т}}}{\tau _{\text{т}}}}={\frac {1}{\sqrt {3}}}\approx 0,577\!}
Оскільки жоден матеріал не матиме точно такого співвідношення, на практиці слід використовувати інженерну оцінку для вирішення, якою теорією міцності слід скористатись у випадку даного матеріалу. З іншого боку, для випадку використання теорії Треска те саме співвідношення визначається як 0,5.